# Ctenus corniger
Ctenus corniger este o specie de păianjeni din genul Ctenus, familia Ctenidae, descrisă de F. O. P.-cambridge, 1898. Conform Catalogue of Life specia Ctenus corniger nu are subspecii cunoscute.